# Menyhárt Jacqueline
Menyhárt Jacqueline (Lens, Pas-de-Calais, Franciaország, 1937. október 25. – Budapest, 1999. április 7.) balett-táncosnő, táncpedagógus.

## Élete
Az Állami Balett Intézet alakulásakor, 1950-ben, Nádasi Ferencnek a kivételes tehetségeket összegyűjtő osztályában lett növendék. Évfolyamtársa volt Róna Viktor, Orosz Adél és Szumrák Vera. Az 1954-es végzéskor a balettkarba szerződtette az Operaház. 1959-ben kapta első nagyobb szerepeit Adam Giselle-jében és Kenessey Jenő Bihari nótája c. művében. 1962-ben nevezték ki magántáncosnak.
Az 1960-as években több helyen képezte tovább magát: az Eötvös Loránd Tudományegyetemen művészettörténetből szerzett képesítést, 1963-ban balettmesteri vizsgát tett, 1963–64-ben a moszkvai Bolsoj művészeitől tanult. 1968-ban maga is tanítani kezdett klasszikus balettet egykori alma materében. 1974-től Svájcban, Svédországban és Japánban is tartott kurzusokat. 1978-ban történelmi társastáncokból tett vizsgát, és ettől az időtől ezt is tanította az intézetben.
Színpadi pályafutása közben töretlenül folytatódott 1981-es visszavonulásáig, bár néhány vágyott romantikus szerep elkerülte. Technikailag kiválóan felkészült, lírai szerepekre predesztinált táncosnő volt.

## Szerepei
- Aszafjev–Vaszilij Ivanovics Vajnonen: Párizs lángjai — Színésznő
- Aszafjev–Rosztyiszlav Vlagyimirovics Zaharov: A bahcsiszeráji szökőkút — Mária
- Leonard Bernstein–Seregi László: Szerenád — szóló
- Csajkovszkij–Petipa: Csipkerózsika — Orgonatündér; Gyémánt ékkő
- Csajkovszkij–George Balanchine: Vonósszerenád — szóló
- Delibes–Harangozó Gyula: Coppélia — Swanilda
- Dohnányi Ernő–Seregi László: Változatok egy gyermekdalra — szóló
- Farkas Ferenc–Harangozó Gyula: Furfangos diákok — Rozika
- Hacsaturján–Nyina Alekszandrovna Anyiszimova: Gajane — Gajane első barátnője
- Hacsaturján–Fülöp Viktor: Gajane-szvit — Gajane
- Hacsaturján–Seregi László: Spartacus — Flavia; Claudia
- Kenessey Jenő–Vashegyi Ernő: Bihari nótája — Ilona
- Kenessey Jenő: Keszkenő — Pas de deux
- Alekszandr Abramovics Krejn–Vahtang Mihajlovics Csabukiani: Laurencia — címszerep; Jacinta
- Andrej Pavlovics Petrov–Natalja Dmitrijevna Kaszatkina–Vlagyimir Ljubovics Vasziljov: A Világ teremtése — Az Ördög felesége
- Prokofjev–Leonyid Mihajlovics Lavrovszkij: Romeo és Júlia — Júlia
- Prokofjev–Barkóczy Sándor: Klasszikus szimfónia — szóló
- Cesare Pugni–Anton Dolin: Pas de qatre — Carlotta Grisi
- Rimszkij-Korszakov–Harangozó Gyula: Seherezádé — Rabnő
- Johann Strauss d. S.–Seregi László: A denevér — szólótánc
- Richard Strauss–Fodor Antal: Don Juan — Donna Anna
- Weber–Mihail Mihailovics Fokin: A rózsa lelke — A fiatal lány

Szimfonikus balettek szólószerepei

## Díjai, elismerései
- 1968 – Liszt Ferenc-díj, II. fokozat
- 1979 – Érdemes művész
- Horváth Margit-díj